# Mesolecanium campomanesiae
Mesolecanium campomanesiae är en insektsart som först beskrevs av Hempel 1900.  Mesolecanium campomanesiae ingår i släktet Mesolecanium och familjen skålsköldlöss. Inga underarter finns listade i Catalogue of Life.